# Station Takaida (Higashiosaka)
Station Takaida (高井田駅, Takaida-eki) is een metro- en treinstation in de stad Higashiōsaka, gelegen in de Japanse prefectuur Osaka. Het wordt aangedaan door de Chūō-lijn (Metro van Osaka) en de Osaka Higashi-lijn (JR West). Beide lijnen hebben eigen stations, maar deze bevinden zich haaks op elkaar. Het station voor de Osaka Higashi-lijn heet officieel Takaida-Chūō. 

## Lijnen

### Chūō-lijn(stationsnummer C22)
| 1 | ■ Chūō-lijn | richting Nagata                                         |
| 2 | ■ Chūō-lijn | richting Morinomiya, Hommachi, Bentenchō en Cosmosquare |

### JR West
| 1 | ■ Osaka Higashi-lijn | richting Hanaten |
| 2 | ■ Osaka Higashi-lijn | richting Kyūhōji |

## Geschiedenis
Het metrostation werd in 1985 geopend, het treinstation in 2008.

## Stationsomgeving
- Life (supermarkt)
- Nagasegawa-rivier
- Fuse-park
- Autoweg 308
- Hanshin-autosnelweg 13
- MiniStop
- Lawson

Stations in aanbouw: Shin-Osaka · Nishi-Suita · Awaji · Miyakojima · Noe · Shigino 

Stations reeds in gebruik: Hanaten · Takaida-Chūō · JR Kawachi-Eiwa · JR Shuntokumichi · JR Nagase · Shin-Kami · Kyūhōji